# Can Rogera
Can Rogera és un edifici al municipi de Begur (Baix Empordà) inclosa en l'Inventari del Patrimoni Arquitectònic de Catalunya. Immoble de planta rectangular de planta baixa i pis pel costat del carrer, i de tres plantes pel jardí guanyant el desnivell existent. La composició és similar a la núm. 20, però més detallada. Casa feta després de la tornada de Cuba.
La composició d'obertures de planta baixa i pis coincideixen: en planta baixa n'hi ha quatre i l'entrada se situa en la segona de l'esquerra (arc puntat i rodó amb clau datada). La resta: la de la dreta és finestra i les de l'extrem són portes (totes d'arc rebaixat). En primer pis: 4 balcons se separen entre si per columnes adossades a la paret (acanalades). El balcó de la porta d'accés és arrodonit i té dues mènsules de bustos femenins. La resta són rectangulars i mènsules florals.
Coincidint amb els balcons (al seu damunt) hi ha ulls de bou el·líptics. La façana es clou amb un ràfec- cornisa i barana massissa de la coberta. Façana posterior: planta baixa té dos arcs carpanells formant porxo. Pis: Cinc arcs de punt rodó (els tres centrals tancats amb vidrieres) i la part esquerra massissada on hi ha una porta d'accés des de jardí per escala. Planta esquerra són més estrets i més baixos. Aquest conjunt crea la galeria. L'interior de les galeries en plantes estan pintades (marines en pis, i sis finestres amb marines a P.superior). La façana es clou amb una balustrada. Les columnes són quadrades en Pis i rodones a Superior.-
El material: pedruscall a planta baixa. Arrebossat amb esgrafiats de pedra a P.Pis (en mal estat).
Arrebossat caigut en planta superior (es veu el rajol).
Clau de l'entrada: 1860- P.R.